# Barlin Communal Cemetery Extension
Barlin Communal Cemetery Extension is een Britse militaire begraafplaats met gesneuvelden uit de Eerste Wereldoorlog, gelegen in de Franse gemeente Barlin (Pas-de-Calais). De begraafplaats ligt aan de Chemin Saint-Bertin op ruim 900 m ten noordoosten van het centrum van Barlin en wordt aan drie zijden omringd door de gemeentelijke begraafplaats. Ze werd ontworpen door Edwin Lutyens met medewerking van John Truelove en heeft een nagenoeg vierkant grondplan. Aan de straatzijde staat centraal een vierkantig toegangsgebouw, uitgevoerd in rode baksteen en witte kalksteen. Het heeft een boogvormige doorgang waarin twee pilaartjes staan. Het gebouw wordt afgedekt door een tentdak waarop een kruis is geplaatst. Het terrein ligt hoger dan het straatniveau en dit verschil wordt overbrugd door enkele traptreden en twee gemetste bloembakken naast de toegang. Direct na de toegang staat links en rechts ervan, de Stone of Remembrance en het Cross of Sacrifice tegenover elkaar.
Er liggen 1.171 militairen begraven waaronder 4 niet geïdentificeerde.
De begraafplaats wordt onderhouden door de Commonwealth War Graves Commission.

## Geschiedenis
De begraafplaats werd in oktober 1914 gestart door Franse troepen en in maart 1916 door de Britten overgenomen om te worden gebruikt door de 6th Casualty Clearing Station (veldhospitaal). Barlin werd in november 1917 gebombardeerd waardoor het veldhospitaal werd verplaatst naar Ruitz. De begraafplaats werd opnieuw gebruikt tijdens het Duitse lenteoffensief in maart en april 1918. 
Er liggen 420 Britten, 679 Canadezen, 5 Zuid-Afrikanen, 63 Fransen en 13 Duitsers begraven. 
Aan de voorzijde van de begraafplaats staat een gedenksteen tussen 25 graven van Franse mijnwerkers die omkwamen bij een ongeval in 1917.

## Graven

### Onderscheiden militairen
- John Cunningham, korporaal bij het Leinster Regiment werd onderscheiden met het Victoria Cross (VC).
- Robert Henry Edmund Hutton-Squire, majoor bij de Royal Garrison Artillery werd onderscheiden met de Distinguished Service Order (DSO).
- de kapiteins Arthur Wilton, Edwin Cowen, Arthur P. Marriott, Leslie Woodroffe, William J. Howard en P.E. Cote, de luitenants Joseph Griffiths, Thomas Dougall, Robert J. Hosie en Charles S. De Gruchy werden onderscheiden met het Military Cross (MC).
- Tully Wallace Anderson, luitenant bij de Canadian Infantry werd onderscheiden met de Distinguished Conduct Medal (DCM).
- er zijn nog 27 militairen die onderscheiden werden met de Military Medal (MM).

### Minderjarige militairen
- soldaat Ray Forest Fleming was slechts 15 jaar toen hij op 8 september 1917 sneuvelde.
- soldaat Alfred Williams was slechts 16 jaar toen hij op 27 oktober 1916 sneuvelde.
- matroos Henry Rhutherford en de soldaten Thom Rad, L. Foster, W.H. McConnachie, Cecil St.Clair Sterling, Arnold Ray, E. Crowell en Leonard J. Martin waren 17 jaar toen ze stierven.

### Gefusilleerde
- William Alexander, compagnie kwartiermeester-sergeant bij de Canadian Infantry werd wegens desertie gefusilleerd op 18 oktober 1917. Hij was 37 jaar.[1]